# Viridivellus pulchellum
Viridivellus pulchellum är en bladmossart som beskrevs av Stone 1976. Viridivellus pulchellum ingår i släktet Viridivellus och familjen Viridivelleraceae. Inga underarter finns listade i Catalogue of Life.